# Village Tale
Village Tale (Brasil: Escândalo na Aldeia ) é um filme norte-americano de 1935, do gênero drama, dirigido por John Cromwell e estrelado por Randolph Scott e Kay Johnson.
Drama que mostra as misérias da vida nas pequenas cidades do interior, como futricas, hipocrisia, preconceitos, golpes pelas costas, mentes estreitas e intolerância.

## Sinopse
Slaughter Somerville, jovem simples de uma cidadezinha, tem uma queda inocente por Janet, esposa de Elmer Stevenson. As constantes provocações dos vizinhos fazem com que Elmer realmente acredite que Janet está envolvida com Slaughter, a quem ele, furioso, tenta matar. Nada disso silencia os fofoqueiros, que agora procuram nova vítima para preencher suas vidas monótonas.

## Elenco
| Ator/Atriz      | Personagem           |
| --------------- | -------------------- |
| Randolph Scott  | Slaughter Somerville |
| Kay Johnson     | Janet Stevenson      |
| Arthur Hohl     | Elmer Stevenson      |
| Robert Barrat   | Drury Stevenson      |
| Janet Beecher   | Amy Somerville       |
| Edward Ellis    | Velho Ike            |
| Dorothy Burgess | Lulu Stevenson       |
| Donald Meek     | Charlie              |
| Andy Clyde      | Merceeiro            |
| Guinn Williams  | Ben Roberts          |
| Ray Mayer       | Gabby                |
| T. Roy Barnes   | Goggy Smith          |
| DeWitt Jennings | Xerife Ramsey        |